# St. Crucis (Schernberg)

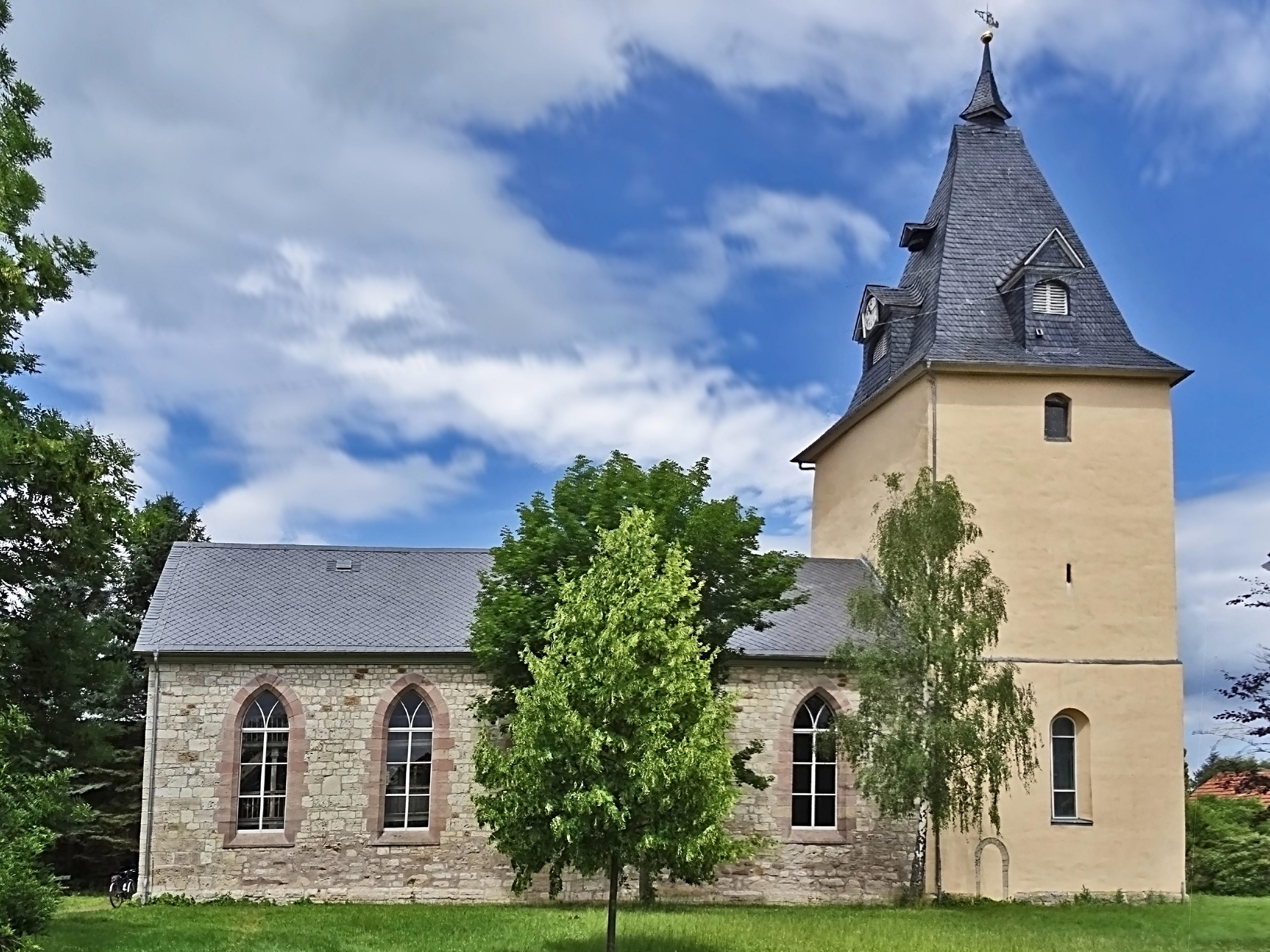
St. Crucis

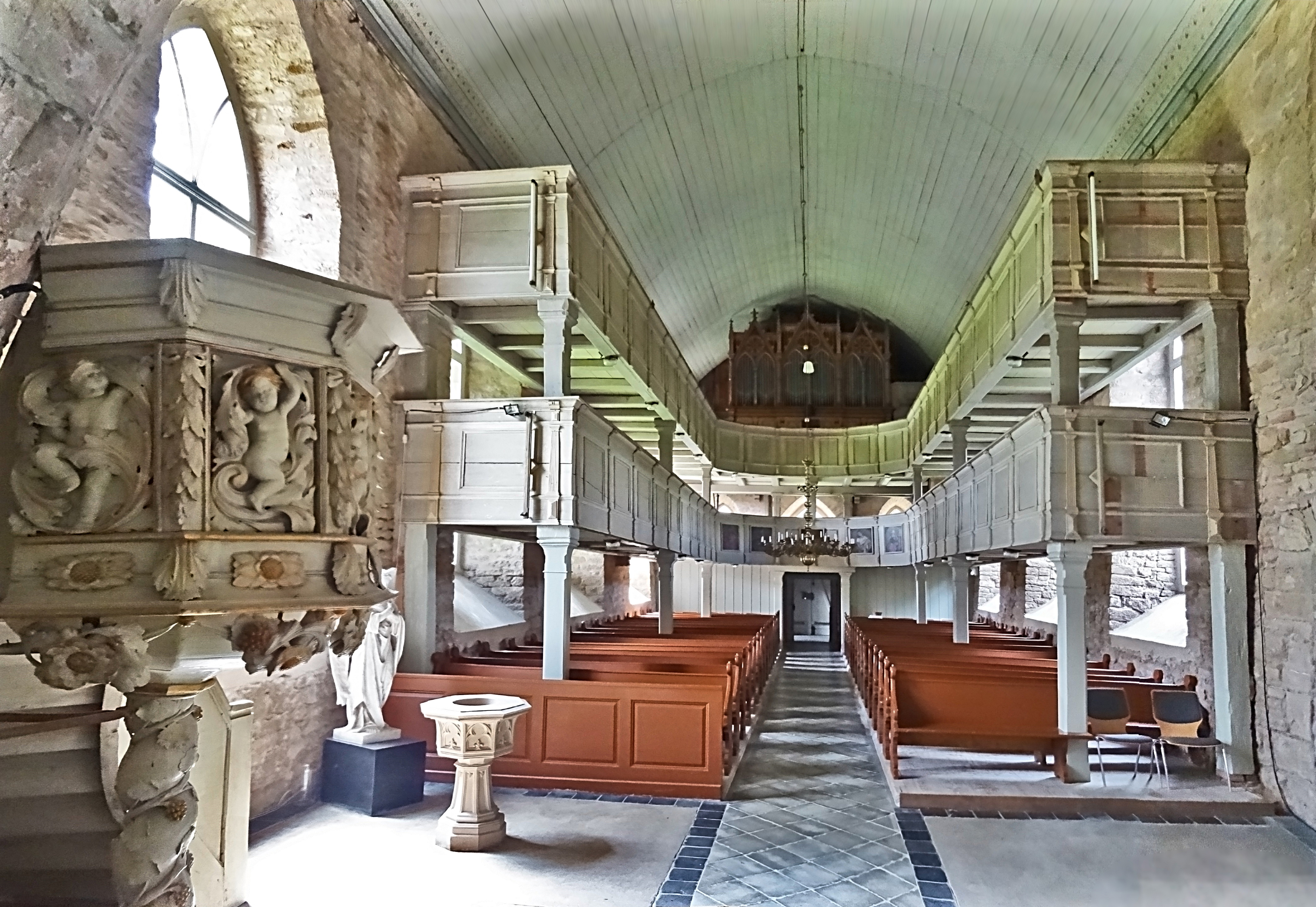
Innenansicht

Die evangelisch-lutherische, denkmalgeschützte Kirche St. Crucis steht in Schernberg, einem Ortsteil der Kreisstadt Sondershausen im thüringischen Kyffhäuserkreis. Die Kirchengemeinde Schernberg gehört zum Pfarrbereich Ebeleben im Pfarrbereich Ebeleben-Holzthaleben im Kirchenkreis Bad Frankenhausen-Sondershausen der Evangelischen Kirche in Mitteldeutschland.

## Beschreibung
Die mehrfach veränderte Kirche entstand im Kern um 1560. Der Chorturm blieb in der Bausubstanz des 15. Jahrhunderts erhalten. Das ehemalige Portal und die spitzbogigen Fenster wurden vermauert. Die Kirche wurde 1624 renoviert, dabei wurde der Turm erhöht. Unter seinem schiefergedeckten, spitzen Walmdach mit Dachgauben für die Klangarkaden steht der Glockenstuhl. In ihm hängen zwei Glocken, die eine wurde 1636 und die andere 1776 gegossen. Das mit einem Satteldach bedeckte Kirchenschiff wurde 1880 unter Beibehaltung der Grundmauern und unter Wiederverwendung des alten Baumaterials nahezu vollständig erneuert. Erhalten blieb ein zugesetztes spitzbogiges Portal an der Nordseite. An der Westfassade wurden die ursprünglichen Spitzbogenfenster wiederverwendet. Über dem Portal hat im 16. Jahrhundert ein Steinmetz das Lamm Gottes unter einem Wimperg geschaffen.
Der Innenraum hat seit 1830 zweigeschossige Emporen an drei Seiten und ist mit einem hölzernen Tonnengewölbe überspannt. Der niedrige Chor mit Kreuzgratgewölbe ist durch einen spitzbogigen Triumphbogen vom Kirchenschiff getrennt.

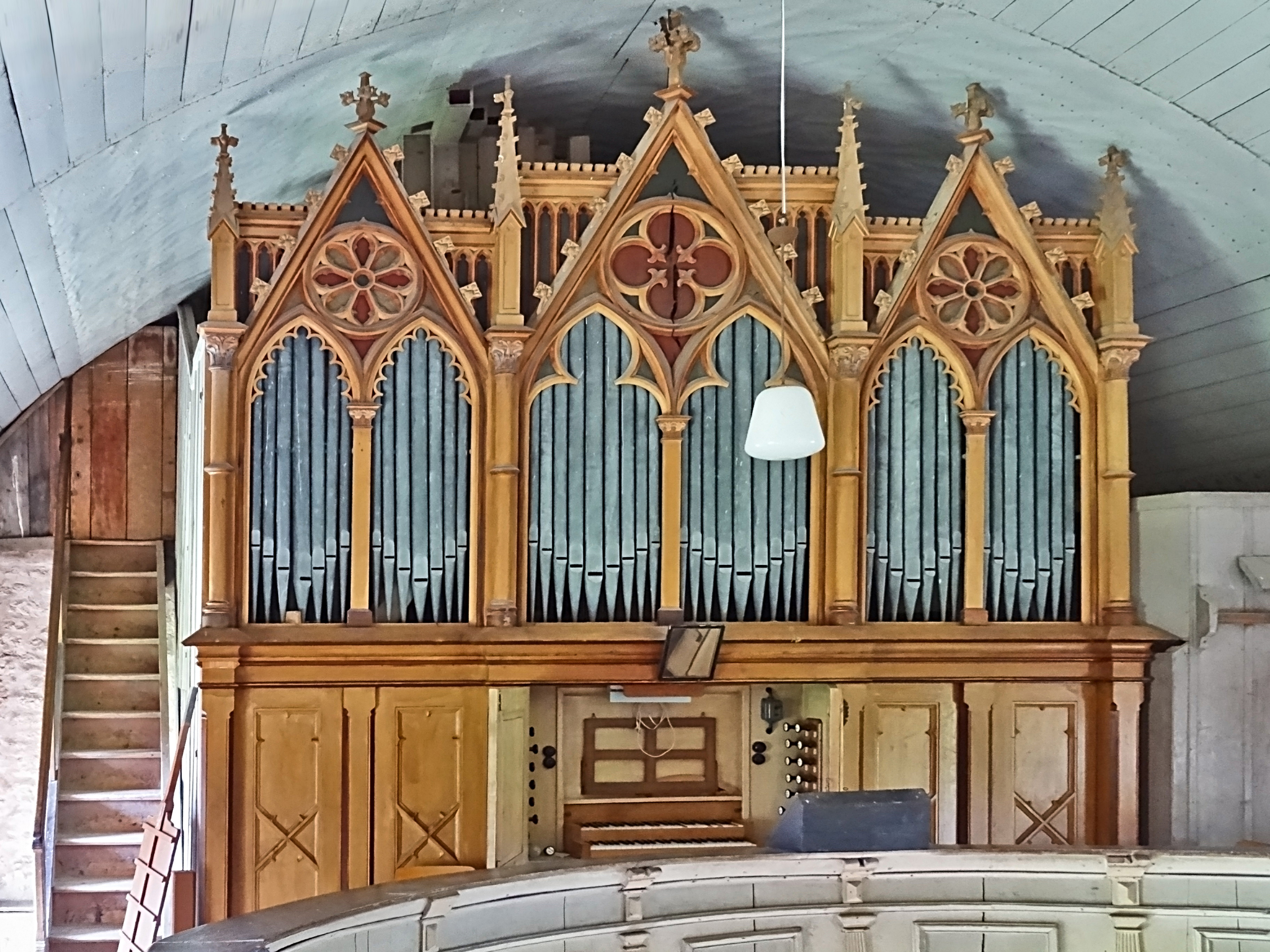
Strobel-Orgel

Zur Kirchenausstattung gehört ein mittelalterlicher Blockaltar. Ein Altarretabel mit reichem Schnitzwerk schuf Valentin Ditmar 1688. Seine Architektur besteht aus einem gesprengten Dreieckgiebel, der mit Laubwerk, Früchten und Putten verziert ist und von Schnitzfiguren flankiert wird. Außerdem wird die Kreuzigung Christi dargestellt. In der Predella ist das Abendmahl Jesu zu sehen. 
Die mit Schnitzwerk versehene Kanzel wurde 1696 von Christoph Meil gebaut. In der Brüstung ihres Korbes sind Darstellungen mit Engeln und Akanthuslaub. Ein Kruzifix stammt aus der zweiten Hälfte des 16. Jahrhunderts. In der Kirche befindet sich der Grabstein für Just Bernhard von Windheim. Ein Kronleuchter stammt aus dem 17. Jahrhundert. 
Die Orgel mit 22 Registern, verteilt auf zwei Manuale und Pedal, wurde 1881 von Julius Strobel gebaut.